# Västerås Sportklubb
Il Västerås Sportklubb (meglio noto come Västerås SK) è una società calcistica svedese con sede nella città di Västerås. Nel 2025 milita in Superettan, la seconda divisione del campionato svedese, a seguito della retrocessione occorsa al termine dell'Allsvenskan 2024.
Disputa le proprie partite casalinghe all'Hitachi Energy Arena.

## Storia
Il club è stato fondato il 29 gennaio 1904 su iniziativa del sedicenne Krispin Svärd, il quale riuscì a radunare una trentina di giovani presso la Casa del Popolo nel quartiere di Blåsbo. Durante il primo anno la squadra ha giocato quasi esclusivamente contro l'IFK Västerås, a causa della scarsità di formazioni presenti nelle vicinanze. Il numero di membri dell'associazione crebbe nel corso degli anni, passando dai 71 del 1906 ai 100 del 1913, aumentando ai quasi 300 del 1920. Buona parte della rosa di quegli anni fu composta da giocatori di bandy che d'estate passavano al calcio. Nel frattempo, nel 1918, la società verso in un momento particolarmente difficile dal punto di vista economico, tanto che una partita in trasferta a Stoccolma venne finanziata da un tifoso.
Nel 1928 il Västerås SK riuscì per la prima volta a sconfiggere i rivali concittadini del Västerås IK, i quali, questi ultimi, parteciparono tra l'altro all'Allsvenskan 1924-1925.
Il campionato di Division II del 1954-1955, che ancora si giocava con il formato autunno-primavera, vide il Västerås SK chiudere al primo posto il proprio raggruppamento conquistando così la prima promozione in Allsvenskan della propria storia. Durante quell'annata venne stabilito anche il nuovo record di pubblico dell'Arosvallen, l'impianto di allora, quando 6 778 spettatori assistettero alla vittoria per 4-3 della penultima giornata contro il favorito IFK Eskilstuna, altra squadra in lotta per il titolo.
Nell'autunno del 1955, i biancoverdi giocarono dunque la loro prima partita nella massima serie svedese. L'avversario fu il Norrby, in un incontro pareggiato 2-2 davanti agli 11 210 spettatori dell'Arosvallen. La squadra concluse l'Allsvenskan 1955-1956 terzultima al decimo posto, l'ultimo utile per raggiungere la salvezza. L'anno seguente, tuttavia, l'Allsvenskan 1956-1957 venne conclusa al penultimo posto, con conseguente retrocessione in seconda serie.
Per ritrovare la squadra in Allsvenskan occorrse attendere il torneo 1978, chiuso all'ultimo posto in classifica. Diciannove anni più tardi, sotto la guida dello stesso allenatore della promozione precedente, Lennart "Liston" Söderberg, si registrò la quarta e (al momento) ultima apparizione in Allsvenskan: l'anno era il 1997, e anche in questo caso la retrocessione fu immediata, concretizzatasi al termine del doppio spareggio-salvezza contro l'Häcken.
Prima dell'inizio della stagione 2008 i biancoverdi lasciarono il vecchio stadio Arosvallen e si trasferirono allo Swedbank Park, impianto di nuova costruzione che negli anni a seguire cambio più volte denominazione sempre per motivi di sponsorizzazione. In quegli anni la squadra disputò prevalentemente la terza serie nazionale, livello in cui militò dal 2006 al 2018 con la sola eccezione del 2011 quando tornò brevemente a giocare in Superettan per una sola stagione.
Dal 2019 il Västerås SK iniziò una nuova parentesi nella seconda serie: nei primi quattro anni arrivarono piazzamenti di centro o centro-bassa classifica, ma in occasione della Superettan 2023 arrivò la svolta che vide i ragazzi del tecnico Kalle Karlsson conquistare il primo posto che aprì le porte alla quinta partecipazione del club nel campionato di Allsvenskan dopo 26 anni di assenza. Come accaduto in tutte le precedenti occasioni, tuttavia, neppure stavolta la squadra riuscì ad ottenere la salvezza, visto che terminò l'Allsvenskan 2024 all'ultimo posto in classifica e scese in Superettan dopo un solo anno.

## Organico

### Rosa 2024
Aggiornata al 25 agosto 2024.
| N. |                        | Ruolo | Calciatore           |
| -- | ---------------------- | ----- | -------------------- |
| 1  | Svezia (bandiera)      | P     | Anton Fagerström     |
| 2  | Svezia (bandiera)      | D     | Jesper Florén        |
| 3  | Svezia (bandiera)      | D     | Filip Almström Tähti |
| 4  | Svezia (bandiera)      | D     | Sean Sabetkar        |
| 5  | Svezia (bandiera)      | D     | David Engström       |
| 6  | Svezia (bandiera)      | C     | Simon Johansson      |
| 7  | Brasile (bandiera)     | C     | Pedro Ribeiro        |
| 8  | Svezia (bandiera)      | C     | Jonas Hellgren       |
| 10 | Svezia (bandiera)      | A     | Karwan Safari        |
| 13 | Svezia (bandiera)      | P     | Daniel Svensson      |
| 14 | Stati Uniti (bandiera) | A     | Brian Span           |
| 15 | Svezia (bandiera)      | D     | Calle Svensson       |
| 16 | Svezia (bandiera)      | D     | Michael Jahn         |

| N. |                   | Ruolo | Calciatore         |
| -- | ----------------- | ----- | ------------------ |
| 18 | Guinea (bandiera) | C     | Moussa Traoré      |
| 20 | Svezia (bandiera) | C     | Kevin Custovic     |
| 21 | Svezia (bandiera) | C     | Emil Skogh         |
| 23 | Svezia (bandiera) | C     | Filip Tronêt       |
| 24 | Svezia (bandiera) | D     | Viktor Steen       |
| 26 | Svezia (bandiera) | D     | Pontus Fredriksson |
| 27 | Svezia (bandiera) | C     | Gustav Rydberg     |
| 30 | Svezia (bandiera) | A     | Villiam Videhult   |
| 31 | Svezia (bandiera) | C     | Max Larsson        |
| 33 | Svezia (bandiera) | P     | Sebastian Selin    |
| 70 | Svezia (bandiera) | C     | Moonga Simba       |
|    | Svezia (bandiera) | D     | Victor Wernersson  |

## Palmarès

### Competizioni nazionali
- Superettan: 1

2023
- Division 1: 3

1996, 2010, 2018 (nord)
- Division 2: 1

1993

### Altri piazzamenti
- Coppa di Svezia:

Semifinalista: 2020-2021
- Division 1:

Terzo posto: 2006, 2008, 2017